# Stéphane Barthe
Stéphane Barthe, nacido el 5 de diciembre de 1972 en Ermont, es un antiguo ciclista francés.

## Biografía
Stéphane Barthe debutó como profesional en 1996 con el equipo Casino. Se consagró al año siguiente al convertirse con sólo 24 años en campeón de Francia en ruta. Ganó otra victoria durante esta temporada y quedó segundo de la Kuurne-Bruselas-Kuurne superado por Johan Museeuw y segundo también del Tour de Poitou-Charentes. Considerado muy joven por su director Vincent Lavenu, no participó en el Tour de Francia.
En 1998, Stéphane Barthe participó en el Tour de Francia. Obtuvo la tercera posición en la decimosegunda etapa con final en Cap d'Agde, derrotado en el sprint por Tom Steels y por François Simon.
En 2001, fichó por el equipo estadounidense US Postal. Esa temporada estuvo marcada por la rotura del brazo izquierdo debido a una caída en los Cuatro Días de Dunkerque. Al año siguiente se unió al equipo Saint-Quentin-Oktos con el que fue subcampeón de Francia en contrarreloj en 2003.
Al final del año 2003, Stéphane Barthe se marchó del Saint-Quentin-Oktos debido al descenso de categoría a GS3 (tercera división). Al no encontrar ningún equipo profesional fichó por el US Montauban Cyclisme 82, club amateur. Unos meses más tarde, retornó al equipo Oktos acompañando a Eddy Lembo con el fin de reemplazar a Jean-Michel Tessier y a Franck Pencolé. Ganó el Tour de Poitou-Charentes en agosto.
De nuevo sin contrato en 2005 fichó por el Team Oddas-Diemme amateur. En junio fue cuarto del campeonato de Francia en contrarreloj. A final de esa temporada puso fin a su carrera deportiva.

## Palmarés
| 1996 - 1 etapa del Tour de Bretaña 1997 - Campeonato de Francia en Ruta - 1 etapa del Critérium Internacional 1998 - 1 etapa de la Semana Catalana - 1 etapa del Tour de l'Oise 1999 - 1 etapa de los Cuatro Días de Dunkerque - 1 etapa del Critérium Internacional - 1 etapa del Tour de Poitou-Charentes | 2002 - 1 etapa del Tour de Beauce 2003 - 2º en el Campeonato de Francia Contrarreloj 2004 - Tour de Poitou-Charentes |

## Resultados en las grandes vueltas
| Carrera         | 1996 | 1997 | 1998 | 1999 | 2000 | 2001 | 2002 | 2003 | 2004 | 2005 |
| --------------- | ---- | ---- | ---- | ---- | ---- | ---- | ---- | ---- | ---- | ---- |
| Giro de Italia  | -    | -    | -    | -    | -    | -    | -    | -    | -    | -    |
| Tour de Francia | -    | -    | Ab.  | Ab.  | -    | -    | -    | -    | -    | -    |
| Vuelta a España | -    | Ab.  | -    | -    | -    | -    | -    | -    | -    | -    |
| Mundial en Ruta | -    | -    | -    | -    | -    | -    | -    | -    | -    | -    |

-: no participa

Ab.: abandono